# منصور الرشيدي
منصور عبد الله الطرقي الرشيدي هو رامٍ كويتي، كان قد حقق الميدالية الذهبية في الألعاب الآسيوية 2018 في بطولة السكيت للرجال.